# Rolls-Royce Vulture
Rolls-Royce Vulture je bil britanski t. i. X-24 letalski motor, ki so ga razvili malo pred začetkom 2. svetovne vojne. Motor Vulture sta v bistvu dva motorja R-R Peregrine (Kestrel), s skupno motorno gredjo. Motor naj bi dajal 1.750 KM, vendar so moč morali omejiti na 1.450-1.550 KM. Pojavile so se namreč težave z ležaji motorne gredi in s termičnimi preobremenitvami. Ker je bila načrtovana končna moč motorja manjša od Merlinove s samo 12-valji, so razvoj in izdelavo prekinili v korist masovne izdelave Merlina.

## Uporaba
- X-motor
- Zvezdasti motor ali radialni motor
- Avro Manchester
- Blackburn B-20
- Hawker Henley[1]
- Hawker Tornado
- Vickers Warwick

## Tehnične specifikacije (Vulture V)
- Tip: X-24 mehansko polnjeni tekočinsko hlajen 24-valjnik
- Premer valja: 5 in (127 mm)
- Hod valja: 5.5 in (139,7 mm)
- Delovna prostornina: 2.592 cu in (42,47 L)

- Mehanski polnilnik: centrifugalni kompresor
- Vplinjač: padotočni ("Downdraught") S.U.
- Gorivo: 100/130 oktanski bencin
- Hladilni sistem: tekočinsko hlajen - 70% voda / 30% etilen glikol ("antifriz")

- Moč: 1.780 KM pri 2.850 vrtljajih in pri +6 psi polnjenja
- Kompresijsko razmerje: 6:1